# Kapsiska
Kapsiska (Crithagra totta) är en fågel i familjen finkar inom ordningen tättingar.

## Utseende och läte
Kapsiskan är en liten fink med brun ovansida och gul undersida. Honan är brunare än hanen med streckning på strupen. Karakteristiskt är den citrongula övergumpen och vitspetsade både stjärt- och vingpennor. Kontaktlätet är ett ljust och tvåtonigt "tcheew-cheee".

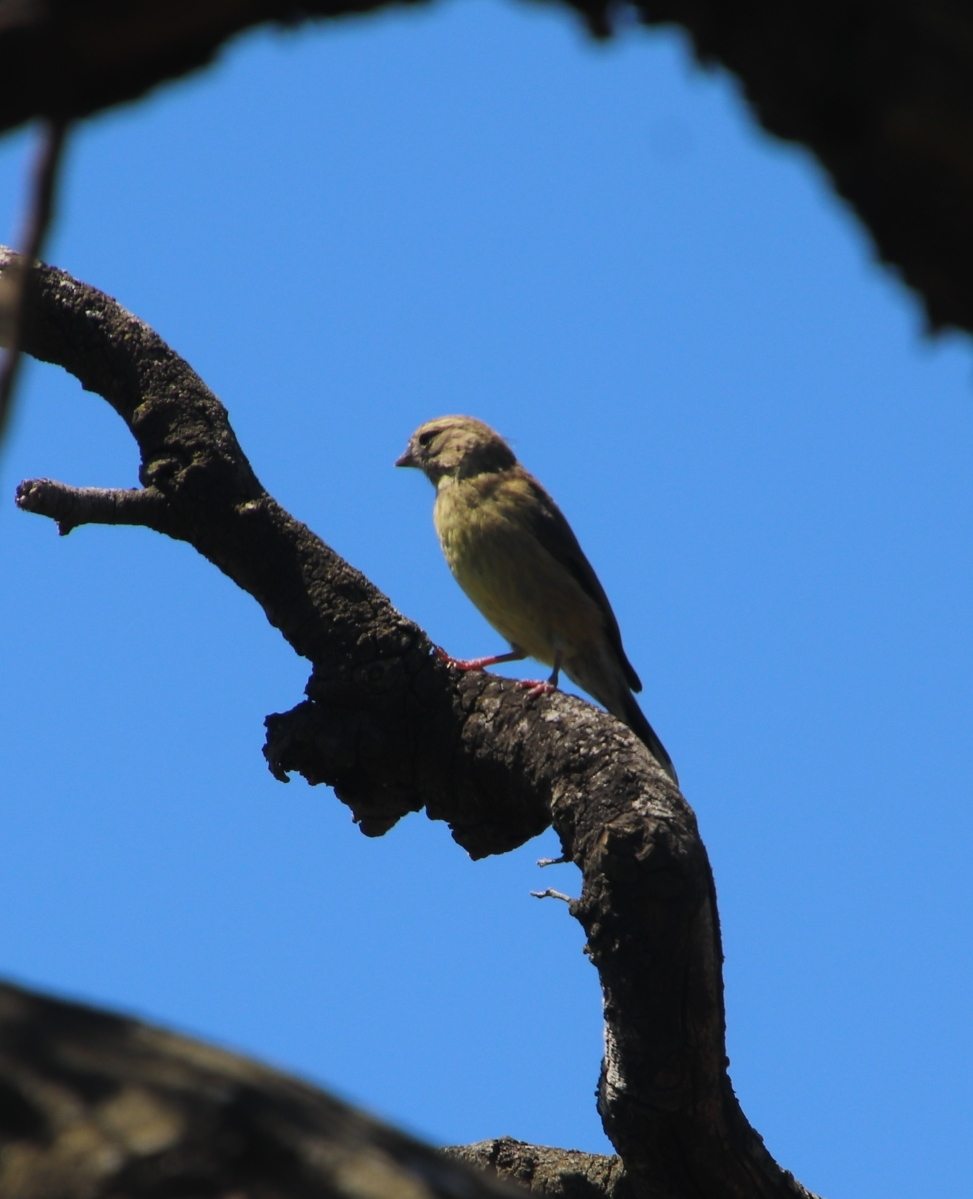

## Utbredning och systematik
Fågeln förekommer i snår i bergstrakter i Sydafrika (södra Kapprovinsen). Den behandlas som monotypisk, det vill säga att den inte delas in i några underarter.

### Släktestillhörighet
Tidigare placerades den i släktet Serinus alternativt Pseudochloroptila, men DNA-studier visar att den liksom ett stort antal afrikanska arter endast är avlägset släkt med t.ex. gulhämpling (S. serinus).

## Levnadssätt
Kapsiskan hittas i fynboshedar, skogsbryn, plantage och raviner i torr karroo. Den föredrar gärna klippiga områden. Fågeln ses vanligen i smågrupper om två till tio individer.

## Status
Arten har ett stort utbredningsområde och beståndet anses stabilt. Internationella naturvårdsunionen IUCN listar den därför som livskraftig (LC).